# 1835 na ciência

## Eventos

### Eventos ocorrendo
- Charles Darwin faz a circunavegação a bordo do HMS Beagle (1831-1836)

## Nascimentos
| Data           | Nome                   | Profissão  | Nacionalidade                         | Observações                                      | Ref         |
| -------------- | ---------------------- | ---------- | ------------------------------------- | ------------------------------------------------ | ----------- |
| 13 de outubro  | Alphonse Milne-Edwards | zoólogo    | Reino da França                       | m. 1900                                          | [ 1 ]       |
| 16 de novembro | Eugenio Beltrami       | matemático | Império Austríaco                     | m. 1900                                          | [ 2 ]       |
| 28 de dezembro | Archibald Geikie       | geólogo    | Reino Unido da Grã-Bretanha e Irlanda | m. 1924 Medalha Wollaston 1895 Medalha Real 1896 | [ 3 ] [ 4 ] |

## Mortes
| Data | Nome | Profissão | Nacionalidade | Observações | Ref |
| ---- | ---- | --------- | ------------- | ----------- | --- |

## Prémios
Medalha Copley
- William Snow Harris[5]